# Фармацевтичний часопис
«Фармацевтичний часопис» — всеукраїнський науково-практичний журнал.
Свідоцтво про державну реєстрацію: КВ № 13308–2192 ПР. Журнал затверджений постановою Президії ДАК України від 21 грудня 2015 року № 1328.
Журнал індексується Google Scholar, CrossRef, Index Copernicus, Ulrich's Periodicals Directory. ICV Index Copernicus станом на 1 січня 2016 року 45.15.

## Історія
Заснований 2006 Тернопільським державним медичним університетом та Національним фармацевтичним університетом.

## Зміст
Журнал публікує оригінальні статті та огляди, які відображають передовий досвід і результати наукових досліджень у фармацевтичній галузі, а саме: синтез біологічно активних сполук; фітохімічні дослідження; фармацевтична технологія, біофармація, гомеопатія; аналіз лікарських препаратів; інформаційні та інноваційні технології в фармації; фармацевтичний менеджмент, маркетинг та логістика; організація роботи аптечних підприємств; фармакокінетика і фармакодинаміка лікарських засобів; фармацевтичне законодавство; фармацевтична освіта; історія фармації; фармацевтична опіка, тощо.
Рубрики
- Синтез біологічно активних сполук
- Фітохімічні дослідження
- Фармацевтична технологія, біофармація, гомеопатія
- Аналіз лікарських препаратів
- Інформаційні та інноваційні технології у фармації
- Фармацевтичний менеджмент, маркетинг та логістика
- Організація роботи аптечних підприємств
- Економіка аптечних і фармацевтичних підприємств
- Фармакологічні дослідження біологічно активних речовин
- Фармакокінетика і фармакодинаміка лікарських засобів
- Фармакоекономіка
- Нутриціологія
- Фармацевтичне законодавство
- Ветеринарна фармація
- Фармацевтична освіта
- Історія фармації
- Хроніка подій
- Обмін досвідом

## Редакційний колектив

### Головний редактор
- Т. А. Грошовий[2]

### Редакційна колегія[2]
- А. А. Котвіцька — заступник головного редактора (НФУ, Харків)
- С. М. Марчишин — заступник головного редактора (ТДМУ, Тернопіль)
- Л. В. Вронська — відповідальний секретар (ТДМУ, Тернопіль)

Члени редколегії
- Б. С. Зіменковський — науковий консультант
- М. М. Корда — науковий консультант
- В. П. Черних — науковий консультант
- О. Г. Башура
- І. І. Баранова
- Далі Берашвілі (Грузія, Тбілісі)
- К. С. Волков
- В. А. Георгіянц
- А. М. Дашевський (Німеччина, Берлін)
- Луціюш Запрутко (Польща, Познань)
- В. С. Кисличенко
- І. М. Кліщ
- Л. М. Малоштан
- В. П. Марценюк
- А. С. Немченко
- О. М. Олещук
- К. А. Посохова
- О. А. Рубан
- О. Є. Самогальська
- Л. В. Соколова
- О. І. Тихонов
- Л. С. Фіра
- М. С. Фурса (Росія, Ярославль)
- Л. В. Яковлєва

### Редакційна рада[2]
- С. О. Васюк (Запоріжжя)
- Б. П. Громовик (Львів)
- А. Р. Грицик (Івано-Франківськ)
- О. В. Геруш (Чернівці)
- Л. Л. Давтян (Київ)
- О. М. Заліська (Львів)
- Т. Г. Калинюк (Львів)
- С. І. Климнюк (Тернопіль)
- Р. Б. Лесик (Львів)
- І. А. Мазур (Запоріжжя)
- В. Й. Мамчур (Дніпропетровськ)
- В. П. Новіков (Львів)
- А. М. Комісаренко (Харків)
- О. В. Посилкіна (Харків)
- С. В. Сур (Київ)
- М. Л. Сятиня (Київ)
- В. В. Трохимчук (Київ)
- І. С. Чекман (Київ)
- В. В. Шманько (Тернопіль)